# Cá tràu tiến vua
Cá tràu tiến vua là tên gọi của một số loài thuộc họ cá quả sinh sống ở vùng núi đá vôi ngập nước thuộc Quần thể di sản thế giới Tràng An, Ninh Bình. Cá tràu tiến vua gồm có hai loại có tên khoa học là  Cá tràu hoa tiến vua Channa hoaluensis và Cá tràu đen tiến vua Channa ninhbinhensis nhưng chúng thường được gọi chung với cái tên dân dã là cá cửng. Ở Ninh Bình, loại cá trèo đồi cũng được coi là cá tràu tiến vua do có đặc điểm sinh học gần giống và cũng sinh sống ở khu vực này.

## Đặc điểm
Cá tràu tiến vua là một loại cá quý hiếm có hoa văn màu sắc đẹp, không xương dăm, giá trị dinh dưỡng cao nên được ngành du lịch Ninh Bình bảo tồn khai thác và trở thành một đặc sản ẩm thực của địa phương.
Cá tràu tiến vua chỉ sống ở vùng hang động ngập nước thuộc Quần thể danh thắng Tràng An với số lượng hạn chế. Chúng rất khỏe, có khả năng trườn trên đá để trèo lên những điểm cao hơn như khe nước ven lưng chừng đồi, hồ trên núi, thậm chí là những nguồn nước ven các khe đá cheo leo. Loài cá này có mình tròn, thuộc họ cá quả (cá chuối), sinh sống chủ yếu trong các khe đá. Loài này có tập tính khá đặc biệt. Vào mùa đông, dù nước cạn đến mấy thì chúng cũng gắng đào hang sâu để sinh sống và ăn đất sét vàng có trong hang. Cá tràu ngủ một mạch suốt 3 tháng liền, đợi đến mùa mưa mới bắt đầu xuất hiện.

## Ẩm thực
Nói về ẩm thực cung đình của vùng núi đá vôi Hoa Lư Ninh Bình xưa là nói đến cá tràu tiến vua và cá rô Tổng Trường. Tương truyền, người dân bắt cá để dâng lên đức Đinh Tiên Hoàng Đế và coi đây là 2 loài thủy sản quý hiếm.
Cá tràu tiến vua được chế biến thành nhiều món ăn khác nhau như cá tràu nướng, cháo cá tràu, canh cá tràu rau sắng.